# Lowell Thomas
Lowell Jackson Thomas (6 de abril de 1892 - 29 de agosto de 1981) foi um escritor, ator, radialista e viajante norte-americano, mais lembrado por divulgar T. E. Lawrence (Lawrence da Arábia). Ele também esteve envolvido na promoção do sistema widescreen Cinerama. Em 1954, ele liderou um grupo de investidores de Nova York para comprar o controle majoritário da Hudson Valley Broadcasting, que, em 1957, se tornou a Capital Cities Television Corporation.

## Trabalhos publicados
Entre os livros de Thomas estão:
- With Lawrence in Arabia, 1924
- The First World Flight, 1925
- Beyond Khyber Pass, 1925
- Count Luckner, The Sea Devil, 1927
- European Skyways, 1927
- The Boy's Life of Colonel Lawrence, 1927
- Adventures in Afghanistan for Boys, 1928
- Raiders of the Deep, 1928
- The Sea Devil's Fo'c'sle, 1929
- Woodfill of the Regulars, 1929
- The Hero of Vincennes: the Story of George Rogers Clark, 1929
- The Wreck of the Dumaru, 1930
- Lauterbach of the China Sea, 1930
- India--Land of the Black Pagoda, 1930
- Rolling Stone: The Life and Adventures of Arthur Radclyffe Dugmore., 1931
- Tall Stories, 1931
- Kabluk of the Eskimo, 1932
- This Side of Hell, 1932
- Old Gimlet Eye: The Adventures of General Smedley Butler, 1933
- Born to Raise Hell, 1933
- The Untold Story of Exploration, 1935
- Fan Mail, 1935
- A Trip to New York With Bobby and Betty, 1936
- Men of Danger, 1936
- Kipling Stories and a Life of Kipling, 1936
- Seeing Canada With Lowell Thomas, 1936
- Seeing India With Lowell Thomas, 1936
- Seeing Japan With Lowell Thomas, 1937
- Seeing Mexico With Lowell Thomas, 1937
- Adventures Among the Immortals, 1937
- Hungry Waters, 1937
- Wings Over Asia, 1937
- Magic Dials, 1939
- In New Brunswick We'll Find It, 1939
- Soft Ball! So What?, 1940
- How To Keep Mentally Fit, 1940
- Stand Fast for Freedom, 1940
- Pageant of Adventure, 1940
- Pageant of Life, 1941
- Pageant of Romance, 1943
- These Men Shall Never Die, 1943
- Out of this World: Across the Himalayas to Tibet (1951)
- Back to Mandalay, 1951
- Great True Adventures, 1955
- The Story of the New York Thruway, 1955
- Seven Wonders of the World, 1956
- History As You Heard It 1957
- The Story of the St. Lawrence Seaway, 1957
- The Vital Spark, 1959
- Sir Hubert Wilkins, A Biography, 1961
- More Great True Adventures, 1963
- Book of the High Mountains, 1964 (ISBN 978-0671202392)
- Famous First Flights That Changed History, 1968 (ISBN 1-59228-536-8)
- Burma Jack, 1971 (ISBN 0-393-08647-X)
- Doolittle: A Biography, 1976 (ISBN 0-385-06495-0)
- Good Evening Everybody: From Cripple Creek to Samarkand, 1976; legendado na capa "An Autobiography by Lowell Thomas" (ISBN 0-688-03068-8)
- So Long Until Tomorrow, 1977 (ISBN 0-688-03236-2)